# Toona

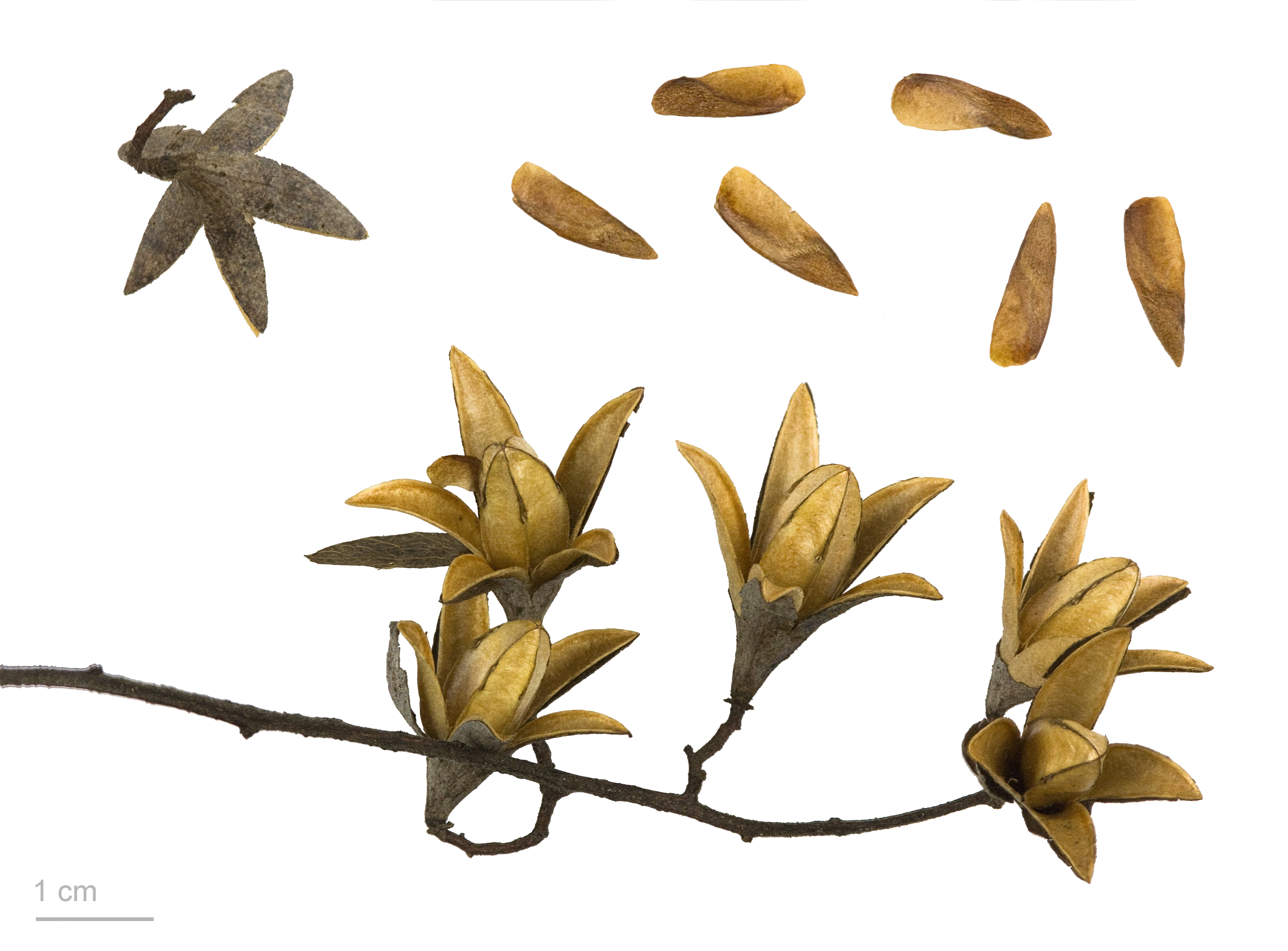
Toona sinensis

Toona es un género botánico con cinco especies de árboles pertenecientes a la familia Meliaceae.

## Hábitat
Es nativo desde Afganistán sur de la India, y de este a Corea del Norte, Papúa Nueva Guinea y este de Australia.

## Taxonomía
El género fue descrito por (Endl.) M.Roem. y publicado en Familiarum Naturalium Regni Vegetabilis Synopses Monographicae 1: 131, 139. 1846.
Etimología
Toona: nombre genérico que deriva del nombre vernáculo indio para la especie Toona ciliata.

## Especies
- Toona calantas - Kalantas or Philippine Mahogany
- Toona ciliata (syn. T. australis) - Australian Red Cedar, Toon, Suren or Indian Mahogany
- Toona febrifuga - Vietnam Mahogany
- Toona sinensis - Chinese Mahogany or Chinese Toon
- Toona sureni - Suren or Indonesian Mahogany

Toona ciliata es importante por la madera de sus árboles, proporcionando una valiosa madera de frondosas utilizadas para muebles, paneles ornamentales, la construcción naval, etc.